# 1. Dioklecijanov edikt o krščanstvu
1. Dioklecijanov edikt o krščanstvu je bil edikt, ki jih je izdal rimski cesar Dioklecijan in se je nanašal na krščanstvo oz. kristjane; izdan je bil leta 303.
V tem ediktu je zapovedal, da kristjani izgubijo državljanske pravice, da se porušijo cerkve in druge zgradbe, kjer se srečujejo ter dal požgati verska besedila.